# María José Sanz Sánchez
María José Sanz Sánchez (València, 12 de gener de 1963) és una biòloga valenciana especialista en els efectes de la contaminació atmosfèrica sobre la vegetació, l'ecofisiologia, la dinàmica i química atmosfèrica, els cicles del nitrogen i del carboni, els gasos d'efecte hivernacle, i les bases científiques del canvi climàtic, així com les polítiques i mesures associades a aquest.

## Biografia
Llicenciada en Biologia per la Universitat de València el 1985, on es va doctorar l'any 1991, amb la tesi Efectes de la contaminació atmosfèrica sobre bioindicadors liquénics i fokofits. Anàlisi de mètodes per a la seua quantificació. Comarca dels Ports (Castelló), va ampliar posteriorment els seus estudis als Estats Units a la Universitat de l'Estat d'Arizona (1991-1992). Entre 1992 i 2011 va tindre una destacada col·laboració amb el Centre d'Estudis Ambientals de la Mediterrània (CEAM), fundació pública de la Generalitat Valenciana dedicada a la investigació, desenvolupament i innovació tecnològica per a la millora de l'entorn en l'àmbit mediterrani, on ha participat en el desenvolupament d'un centenar de projectes relacionats amb la contaminació atmosfèrica i el canvi climàtic.
Entre 2001 i 2006 va ser membre de la delegació espanyola en el Panell Intergovernamental per al Canvi Climàtic (IPCC) i, com a integrant d'aquest, va rebre el Premi Nobel de la Pau el 2007. Des d'aquest any fins al 2011 ha col·laborat amb la UNFCCC (Convenció Marc de les Nacions Unides sobre el Canvi Climàtic), l'objectiu és aconseguir l'estabilització de les concentracions de gasos d'efecte hivernacle a l'atmosfera i reforçar la consciència cívica al voltant d'aquesta qüestió, i entre els anys 2012 i 2015 ha estat coordinadora del programa de reducció de les emissions derivada de la deforestació i degradació dels boscos (REDD +) de l'Organització de les Nacions Unides per a l'Alimentació i l'Agricultura (FAO). Des 2016 és directora científica del Centre Basc per al Canvi Climàtic (BC3).
Sanz Sánchez és autora de prop de tres-centes cinquanta publicacions científiques. Ha exercit la docència a la Universitat de València i ha col·laborat, en el marc de la seua especialitat científica, amb altres institucions com el Banc Mundial, la Comissió Europea, l'Agència de Protecció Ambiental dels Estats Units i el Ministeri de Ciència i Tecnologia espanyol i ha estat membre de jurat de l'Premi Rei Jaume i en 2017 i 2018.

## Premis i reconeixements
En 2019, la Generalitat Valenciana li va atorgar la Distinció al Mèrit Científic «com a reconeixement de la seua àmplia trajectòria científica i investigadora, i per la seua contribució a el coneixement, la comprensió i la lluita contra el canvi climàtic i la contaminació atmosfèrica».